# Adam Beach

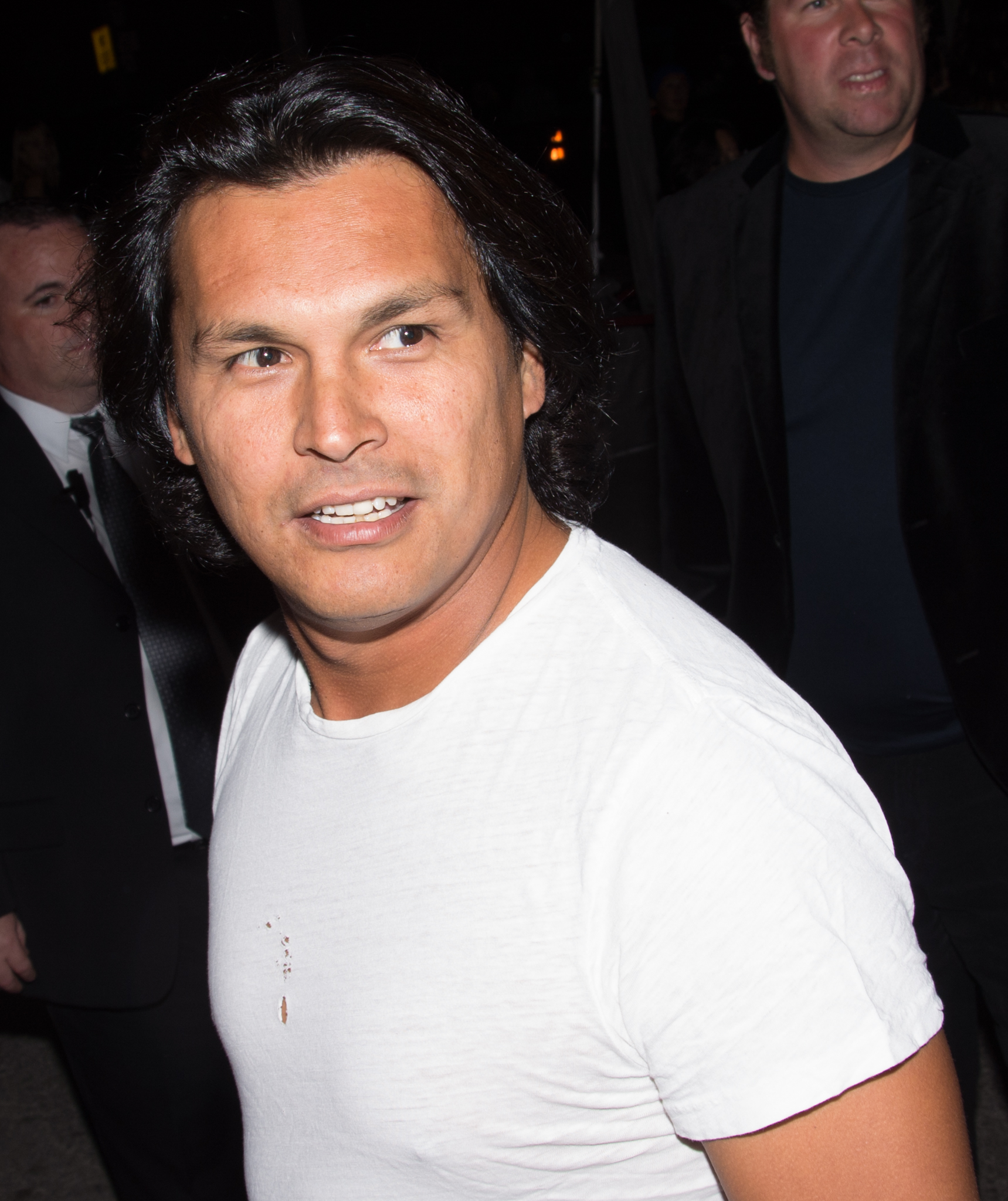
Adam Beach (2014)

Adam Beach (* 11. November 1972 in Ashern, Manitoba, Kanada) ist ein kanadischer Filmschauspieler.

## Leben

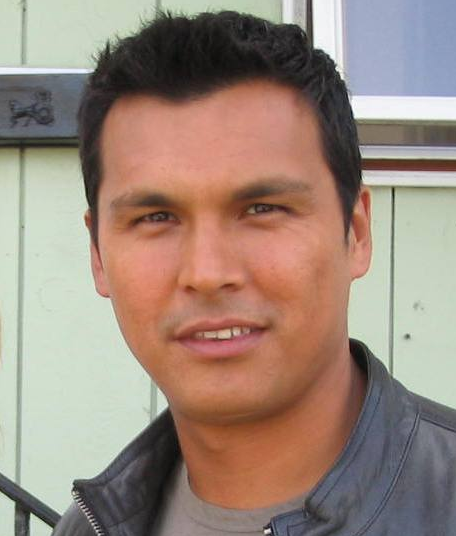
Adam Beach (2007)

Adam Beach, gebürtiger Anishinabe, wurde nordwestlich in Winnipeg am Manitobasee im Dog-Creek-Reservat geboren. Er war erst sieben Jahre alt, als seine Mutter (die im achten Monat schwanger war) von einem betrunkenen Autofahrer tödlich verletzt wurde. Beachs Vater nahm sich aus Kummer zwei Monate später das Leben, indem er sich im Winnipegsee ertränkte.
Beach und seine Brüder wurden nun von Verwandten in Winnipeg aufgezogen. Hier besuchte er die Gordon Bell High School und interessierte sich für Musik und Theater. Als Jugendlicher gründete er die kurzlebige Garagenband Lethic, die Heavy-Metal-Musik, darunter Black Sabbath, coverte. Auch nahm er bereits Schauspielunterricht.
1990, im Alter von 18 Jahren, gab Beach sein Filmdebüt im kanadischen Drama Lost in the Barrens. Ab diesem Zeitpunkt stand er in zahlreichen Fernsehserien und Spielfilmen vor der Kamera. Bekanntheit erlangte der Schauspieler jedoch 2002 durch seine Rolle in John Woos Kriegsfilm Windtalkers. 2006 spielte Beach in Clint Eastwoods Kriegsfilm Flags of Our Fathers den Pima-Indianer Ira Hayes. Hayes war einer der sechs US-Marines, welche durch die während der Schlacht um Iwojima entstandene Fotografie Raising the Flag on Iwo Jima als Kriegshelden bekannt wurden. Seit 2002 spielte er in drei Fernsehverfilmungen nach Romanen von Tony Hillerman den Navajo-Polizisten Jim Chee.
In der jüngsten Zeit verwendete Beach seine Bekanntheit, um in Schulen und auf Vorträgen für die Interessen der amerikanischen First Nations zu sprechen.
Beach ist zum dritten Mal verheiratet. Mit seiner ersten Ehefrau, Meredith Porter, hat er zwei Söhne. Vom 5. Juli 2003 bis 2007 war Tara Mason seine Ehefrau. Seit 2008 ist er mit Summer Tiger liiert und seit 2015 verheiratet. Die gemeinsame Tochter wurde im Oktober 2008 geboren.

## Filmografie (Auswahl)

### Spielfilme
- 1993: Cadillac Girls
- 1994: Tanz mit einem Mörder (Dance Me Outside)
- 1994: Squanto – Der große Krieger (Squanto: A Warrior’s Tale)
- 1995: Sein Name war Haß (A Boy Called Hate)
- 1998: Smoke Signals
- 1999: Mystery – New York: Ein Spiel um die Ehre (Mystery, Alaska)
- 2001: Joe Dreck (Joe Dirt)
- 2002: Windtalkers
- 2002: Now & Forever
- 2002: Skinwalkers
- 2003: Rettung für Kiah (Coyote Waits)
- 2003: The Big Empty
- 2004: A Thief of Time
- 2005: Johnny Tootall
- 2005: Vier Brüder (Four Brothers)
- 2006: Flags of Our Fathers
- 2007: Luna: Spirit of the Whale
- 2007: Bury My Heart at Wounded Knee
- 2008: Turok: Son of Stone (Stimme)
- 2008: Help
- 2008: Older than America
- 2011: Cowboys & Aliens
- 2013: Ice Soldiers
- 2013: Crook – Tödliche Konsequenzen (Crook)
- 2015: Red Machine – Hunt or Be Hunted (Into the Grizzly Maze)
- 2016: Suicide Squad
- 2017: Feinde – Hostiles (Hostiles)
- 2019 Juanita
- 2020: The New Mutants
- 2020: Percy
- 2020: Monkey Beach
- 2021: The Power of the Dog
- 2021: Schwanengesang (Swan Song)

### Fernsehserien
- 1995: Walker, Texas Ranger (eine Folge)
- 1996: Ein Hauch von Himmel (Touched by an Angel, eine Folge)
- 1996: The Rez
- 2000: Higher Ground (eine Folge)
- 2003–2004: Third Watch – Einsatz am Limit (Third Watch, 2 Folgen)
- 2003: Everwood (eine Folge)
- 2004: JAG – Im Auftrag der Ehre (JAG, Folge 10x04 Der Kandidat)
- 2007–2008: Law & Order: Special Victims Unit (21 Folgen)
- 2008: Comanche Moon (3 Folgen)
- 2010: Big Love (9 Folgen)
- 2010: Hawaii Five-0 (eine Folge)
- 2011: Combat Hospital (drei Folgen)
- 2012–2014: Arctic Air (36 Folgen)
- seit 2022: Kampf der Kettensägen (Moderation)